# Landing in London
Landing in London is een nummer van de Amerikaanse rockband 3 Doors Down uit 2005, in samenwerking met de Amerikaanse rocklegende Bob Seger. Het is de vijfde en laatste single van Seventeen Days, het derde studioalbum van 3 Doors Down.
"Landing in London" gaat over hoe iemand een ander die ver weg is mist. In dit nummer is de ik-figuur in Londen, ver weg van waar hij woont, en mist hij zijn vrouw. Het nummer flopte in Amerika, maar in de Nederlandse Top 40 haalde het een bescheiden 37e positie.